# Miguel Carlos Victorica
Miguel Carlos Victorica (Buenos Aires, 4 de enero de 1884-Buenos Aires, 9 de febrero de 1955) fue un artista plástico argentino integrante de la Escuela de La Boca.

## Biografía
Provenía de una familia de clase alta, único hijo del matrimonio formado por Miguel Calixto Victorica Peralta (1838-1903) y de Manuela González Rivadavia Argerich.
Su primer maestro de arte fue el pintor italiano Ottorino Pugnaloni.
Luego ingresó en los talleres de la Sociedad Estímulo de Bellas Artes, donde se formó, desde 1901 hasta 1906, con maestros como Eduardo Sívori, Reynaldo Giudici, Ángel della Valle y Ernesto de la Cárcova.
En 1911, año en el que falleció su madre, obtuvo una beca para viajar a Francia, donde asistió al taller del pintor Louis-Marie Désiré-Lucas; seis años después realizó en París su primera exposición en el Salón Nacional y una segunda muestra en el Salón L'éqletique. 
En 1918 regresó a la Argentina y pasados tres años se estableció en el barrio de La Boca, instalando su taller en una casa de dos plantas ubicada en la avenida Don Pedro de Mendoza, en la Vuelta de Rocha. Aun perteneciendo a una familia de clase alta eligió asentarse en una zona de la ciudad habitada por familias de inmigrantes de la clase obrera. Allí se unió al grupo de artistas de la Escuela de La Boca. Presentó su primera muestra individual recién en 1931, organizada por Alfredo Guttero, en la Asociación Amigos del Arte. Con respecto al barrio dijo:

• En La Boca se pinta con la sangre de los crepúsculos, con la sombra estrellada de sus noches.
• En este lugar en que todo respira vida se tiene un desprecio por todo lo innecesario.
• La Boca es una escuela donde no hay «ismos» sino realidad, belleza de luces y sombras.

Entre 1923 y 1925 participó de las exposiciones organizadas por la Universidad Nacional de La Plata en Londres, Madrid, París, Roma y Viena. Estuvo presente también en la Exposición Argentina en Bolivia (1926); en Pittsburgh, Estados Unidos (1935); en los salones oficiales de Rosario, Santa Fe, Córdoba, Paraná y La Plata (1946); en el Museo de Artistas Argentinos Benito Quinquela Martín (1949); en el Museo de Artes Plásticas Eduardo Sívori; y en el Museo Nacional de Buenos Aires (1950) entre otros salones, museos y galerías de arte, principalmente el Salón Nacional, que funcionaba en el Palais de Glace o Palacio Nacional de las Artes). Además dio clases de dibujo y pintura en la Sociedad Estímulo de Bellas Artes -de la cual era miembro- y en el Consejo Nacional de Educación.
En 1947 la Academia Nacional de Bellas Artes (ANBA) realizó la primera entrega del premio «Fondo Nacional de la Artes Dr. Augusto Palanza» (o simplemente Premio Palanza) a la que fue invitado; ese mismo año fue nombrado Académico de Número de la Academia, con el sitial 1 Pío Collivadino.
Fue el artista emblema del marchand (o galerista) Alfredo Bonino, un refinado inmigrante italiano que abrió una galería con su nombre, la «Galería Bonino», que fuera en esa época una de las más reconocidas de Argentina y de América Latina. El galerista conoció al pintor a través de uno de sus asesores, el escritor Manuel Mujica Lainez, quien estaba colectando datos sobre la vida y la obra del pintor para su libro biográfico Victorica 1884-1955, que fue publicado en 1995 en ocasión de la exposición homenaje al artista realizada seis meses después de su fallecimiento. El libro contiene fotografías tomadas por Anatole Saderman y fotografías de los cuadros de Victorica realizadas por Forero y Cía.
Sus obras se encuentran en el Museo Nacional de Bellas Artes, en el Museo de Artistas Argentinos Benito Quinquela Martín y el Museo de Artes Plásticas Eduardo Sívori en Buenos Aires; en el Museo Municipal de Bellas Artes Juan B. Castagnino de Rosario; en museos de Santa Fe y Paraná; y en galerías de arte, formando parte del patrimonio de cada entidad y en algunas de ellas exhibidas.
En 2014 el Museo de Bellas Artes Benito Quinquela Martín y la Fundación OSDE realizaron una exposición antológica del artista: «Un príncipe en la República de la Boca», en la que además de sus obras se expusieron documentos, anotaciones domésticas y objetos personales.

## Obras
Su producción fue variada en cuanto a los temas: paisajes, desnudos, naturalezas muertas, temas religiosos, retratos, personajes del barrio. Trabajó con óleo, pastel, lápiz, sobre tela, cartón y arpillera. Algunas de sus obras:
| - --- La cancionera. - --- Hombre de pueblo. - --- Paisaje. Óleo. MNBA. - --- Homenaje a mi madre. Óleo. Galería Arroyo. - --- Paisaje de Córdoba. Óleo. Galería Arroyo. - 1912 - Retrato del escultor Madariaga. Óleo. MNBA. - c. 1913 - Franchise (Cabeza de mujer). Óleo. MNBA. - 1922 - El amigo fiel. - 1923 - Desnudo (supersticiosa). Óleo. MNBA. - 1928 - Paquita. Óleo. MNBA. - 1929 - La barrerita sobre la calle Parker. Óleo. - c. 1930 - Apuntes de puerto. Lápiz sobre papel. | - c. 1930 - La Boca. Lápiz sobre papel. - 1931 - Meditación. Óleo. Museo de Artistas Argentinos Benito Quinquela Martín. - 1935 - El secretario. Óleo sobre tela. Museo de Artes Plásticas Eduardo Sívori. - 1939 - Mi tía Catalina. Óleo. MNBA. - 1941 - Cocina bohemia. Óleo sobre tela, 151 x 118,7 cm. MNBA. - 1941 - Navidad. Óleo. MNBA. - 1944 - Desde mi balcón. Óleo sobre cartón. . - 1946 - Naturaleza muerta. Óleo. MNBA. - 1949 Pórtico de San Ignacio - Misiones Óleo sobre cartón Colección MOSE - 1953 - Cabeza. Carbonilla. Galería Arroyo. - 1954 - Cristo. Óleo sobre tabla. Colección Francisco Traba. |

## Premios
- 1918: Premio Estímulo Nacional.
- 1925: Tercer premio del Salón Nacional.
- 1925: Premio al conjunto.
- 1926: Segundo premio del Salón Nacional.
- 1932: Primer premio del Salón Nacional.
- 1937: Medalla de plata en la Exposición Internacional de París por El secretario.
- 1938: Premio estímulo del Salón Nacional.
- 1941: Gran premio de honor del Salón nacional por Cocina bohemia.
- 1950: Primer premio Salón Mar del Plata.

También fue distinguido con otros premios, entre ellos el primer premio Salón Provincial de Santa Fe, primer premio Salón Provincial de Paraná, Premio Jockey Club de la Ciudad de Mercedes, Premio Adquisición Salón del Cincuentenario de La Plata, premio Adquisición Salón Municipal de Rosario.